# Trionyxana
Trionyxana is een geslacht van hooiwagens uit de familie Trionyxellidae.
De wetenschappelijke naam Trionyxana is voor het eerst geldig gepubliceerd door Roewer in 1927. 

## Soorten
Trionyxana is monotypisch en omvat slechts de volgende soort:
- Trionyxana gracilipes